# Unique Ingredient Identifier
Az Unique Ingredient Identifier (UNII, egyedi komponensazonosító) az Amerikai Élelmiszer- és Gyógyszerfelügyelet  (Food and Drug Administration, FDA) által kiadott és karbantartott azonosító. Az Anyagnyilvántartási Rendszerben (Substance Registration System, SRS) azonosítja az összetevőket.
Létrehozásának a célja az, hogy egy egységes anyagnyilvántartási rendszert hozzanak létre amely támogatja az egészségügyi informatikai kezdeményezéseket, azáltal, hogy egyedi azonosítót hoz létre minden gyógyszerhez, alapanyaghoz, élelmiszerhez, kémiai szerkezet alapján és/vagy az anyagot meghatározó információk alapján.
Tulajdonságai: nem védett (szabadon felhasználható), ingyenes, egyedi, egyértelmű, nem szemantikai, alfanumerikus azonosító. Az anyag molekulaképletéhez kapcsolódik és/vagy az anyagot leíró információk alapján generálják.
Az azonosítók létrehozásának folyamatát és irányítását az SRS Testületet biztosítja, amely magában foglalja az FDA és a Egyesült Államok gyógyszerkönyvének (United States Pharmacopoeia - USP) szakértőit egyaránt.

## Példák
| Javasolt név        | UNII       |
| ------------------- | ---------- |
| Metadon-hidroklorid | 229809935B |
| Metadon             | UC6VBE7V1Z |
| Víz                 | 059QF0KO0R |

## Külső linkek
- Substance Registration System - Unique Ingredient Identifier (UNII)